# Aston Barrett
Francis Aston Barrett (Kingston, 22 de novembro de 1946 – 3 de fevereiro de 2024), muitas vezes chamado de "Family Man" ou "Fams", foi um baixista jamaicano de reggae, conhecido principalmente por ter tocado com Bob Marley.

## Biografia
Irmão mais velho de Carlton "Carlie" Barrett, que também tocou com Bob Marley e The Wailers até o final da carreira, e Lee Perry 's The Upsetters. Considerado o 'líder' da banda, suporte e responsável por muitos, se não a maioria das linhas de baixo dos grande sucesso de Bob Marley, bem como sendo co-produtor dos álbuns de Marley, e responsável pela maior parte dos acordes. Ele é uma influência para baixista como  Flea do Red Hot Chili Peppers, entre muitos outros. Foi o mentor do famoso reggae session com Robbie Shakespeare do dueto Sly and Robbie. 

## Batalha jurídica
Em 2006 apresentou uma queixa contra a Island Records, buscando 60 milhões de libras em royalties não pagos alegadamente devido a ele e seu irmão já falecido. A ação foi julgada improcedente.

## Início de carreira
Family Man trabalhou como soldador e mecânico de bicicletas antes de sua carreira musical.
Começou a tocar baixo, com um instrumento criado por ele, com materiais nativos da ilha, enquanto Carlton utilizava um conjunto de tambores. Tocaram com Skatalites, com seu vizinho Robert Hemmings (que tocava sax). Tocavam suas músicas para multidões que se reuniam na vizinhança para ouvir o trio. Já Carlton sempre disse que ele seria o melhor baterista na Jamaica.

## Curiosidade
Ganhou o apelido de Family Man's pelo fato de ele ter 42 filhos..

## Morte
Barrett morreu em 3 de fevereiro de 2024, aos 77 anos.